# Numurkah
Numurkah – miasto w Australii, w stanie Wiktoria.